# Barbican d'Arnaud
Trachyphonus darnaudii
Espèce
Statut de conservation UICN

 LC  : Préoccupation mineure
Le Barbican d'Arnaud (Trachyphonus darnaudii) est une espèce d'oiseau de la famille des Lybiidae.